# 2012-es UCI World Tour
A 2012-es UCI World Tour a Nemzetközi Kerékpársport Szövetség (UCI – International Cycling Union) második versenysorozat-kiírása volt.
A versenysorozat a Tour Down Under-rel kezdődött meg január 17-én és október 20-án ért véget a Giro di Lombardiával. A 2011-es versenysorozat összes versenye és egy új verseny, a E3 Prijs Vlaanderen-Harelbeke került be a versenynaptárba, ezek közül 13 szakaszverseny és 14 egynapos verseny.
Az összetett versenyt a spanyol Joaquim Rodríguez, a Katyusa versenyzője nyerte meg, második a brit Bradley Wiggins lett a Sky Procycling-ból, míg harmadik helyezést a belga Tom Boonen érte el, az Omega Pharma–Quick Step színeiben. A csapatversenyt a Sky Procycling nyerte, a nemzetek között Spanyolország érte el a legjobb helyezést.

## Versenyek
| Időpont                       | Verseny                                | Győztes              | Csapat                       | Világranglista-vezető |
| ----------------------------- | -------------------------------------- | -------------------- | ---------------------------- | --------------------- |
| január 17–22.                 | Tour Down Under (2012)                 | Simon Gerrans        | GreenEDGE Cycling Team       | Simon Gerrans         |
| március 4–11.                 | Párizs–Nizza (2012)                    | Bradley Wiggins      | Sky Procycling               | Alejandro Valverde    |
| március 7–13.                 | Tirreno–Adriatico (2012)               | Vincenzo Nibali      | Liquigas–Cannondale          | Alejandro Valverde    |
| március 17.                   | Milánó–Sanremo (2012)                  | Simon Gerrans        | GreenEDGE Cycling Team       | Simon Gerrans         |
| március 19–25.                | Katalán körverseny (2012)              | Michael Albasini     | GreenEDGE Cycling Team       | Simon Gerrans         |
| március 23.                   | E3 Prijs Vlaanderen-Harelbeke (2012)   | Tom Boonen           | Omega Pharma–Quick Step      | Simon Gerrans         |
| március 25.                   | Gent–Wevelgem (2012)                   | Tom Boonen           | Omega Pharma–Quick Step      | Simon Gerrans         |
| április 1.                    | Flandriai körverseny (2012)            | Tom Boonen           | Omega Pharma–Quick Step      | Tom Boonen            |
| április 2–7.                  | Baszk körverseny (2012)                | Samuel Sánchez       | Euskaltel–Euskadi            | Tom Boonen            |
| április 8.                    | Párizs–Roubaix (2012)                  | Tom Boonen           | Omega Pharma–Quick Step      | Tom Boonen            |
| április 15.                   | Amstel Gold Race (2012)                | Enrico Gasparotto    | Astana                       | Tom Boonen            |
| április 18.                   | La Flèche Wallonne (2012)              | Joaquim Rodríguez    | Katyusa                      | Tom Boonen            |
| április 22.                   | Liège–Bastogne–Liège (2012)            | Makszim Iglinszkij   | Astana                       | Tom Boonen            |
| április 24. – április 29.     | Tour de Romandie (2012)                | Bradley Wiggins      | Sky Procycling               | Tom Boonen            |
| május 5–27.                   | Giro d’Italia (2012)                   | Ryder Hesjedal       | Team Garmin–Barracuda        | Joaquim Rodríguez     |
| június 3–10.                  | Critérium du Dauphiné Libéré (2012)    | Bradley Wiggins      | Sky Procycling               | Joaquim Rodríguez     |
| június 9–17.                  | Tour de Suisse (2012)                  | Rui Costa            | Movistar Team                | Joaquim Rodríguez     |
| június 30–július 22.          | Tour de France (2012)                  | Bradley Wiggins      | Sky Procycling               | Bradley Wiggins       |
| július 10–16.                 | Lengyel körverseny (2012)              | Moreno Moser         | Liquigas–Cannondale          | Bradley Wiggins       |
| augusztus 6–12.               | Eneco Tour (2012)                      | Lars Boom            | Rabobank                     | Bradley Wiggins       |
| augusztus 14.                 | Clásica San Sebastián (2012)           | Luis León Sánchez    | Rabobank                     | Bradley Wiggins       |
| augusztus 18. – szeptember 9. | Vuelta ciclista a España (2012)        | Alberto Contador     | Team Saxo Bank-Tinkoff Bank  | Bradley Wiggins       |
| augusztus 19.                 | Vattenfall Cyclassics (2012)           | Arnaud Demare        | FDJ–BigMat                   | Bradley Wiggins       |
| augusztus 26.                 | GP Ouest France–Plouay (2012)          | Edvald Boasson Hagen | Sky Procycling               | Bradley Wiggins       |
| szeptember 7.                 | Grand Prix Cycliste de Québec (2012)   | Simon Gerrans        | Orica–GreenEDGE Cycling Team | Bradley Wiggins       |
| szeptember 9.                 | Grand Prix Cycliste de Montréal (2012) | Lars Petter Nordhaug | Sky Procycling               | Bradley Wiggins       |
| szeptember 29.                | Giro di Lombardia (2012)               | Joaquim Rodríguez    | Katyusa                      | Joaquim Rodríguez     |
| október 10–14.                | Tour of Beijing (2012)                 | Tony Martin          | Omega Pharma–Quick Step      | Joaquim Rodríguez     |

## Világranglista

### Egyéni
|    | Név                         | Csapat                       | Pontszám |
| -- | --------------------------- | ---------------------------- | -------- |
| 1  | Joaquim Rodríguez (ESP)     | Katyusa                      | 692      |
| 2  | Bradley Wiggins (GBR)       | Sky Procycling               | 601      |
| 3  | Tom Boonen (BEL)            | Omega Pharma–Quick Step      | 410      |
| 4  | Vincenzo Nibali (ITA)       | Liquigas–Cannondale          | 400      |
| 5  | Alejandro Valverde (ESP)    | Movistar Team                | 394      |
| 6  | Simon Gerrans (AUS)         | Orica–GreenEDGE Cycling Team | 390      |
| 7  | Chris Froome (GBR)          | Sky Procycling               | 376      |
| 8  | Peter Sagan (SVK)           | Liquigas–Cannondale          | 351      |
| 9  | Samuel Sánchez (ESP)        | Euskaltel–Euskadi            | 332      |
| 10 | Rui Costa (POR)             | Movistar Team                | 320      |
| 11 | Edvald Boasson Hagen (NOR)  | Sky Procycling               | 317      |
| 12 | Alberto Contador (ESP)      | Team Saxo Bank-Tinkoff Bank  | 290      |
| 13 | Ryder Hesjedal (CAN)        | Garmin–Sharp                 | 241      |
| 14 | Jurgen Van Den Broeck (BEL) | Lotto–Belisol Team           | 237      |
| 15 | Rigoberto Urán (COL)        | Sky Procycling               | 199      |
| 16 | Daniel Martin (IRL)         | Garmin–Sharp                 | 196      |
| 17 | Michael Rogers (AUS)        | Sky Procycling               | 194      |
| 18 | Bauke Mollema (NED)         | Rabobank                     | 194      |
| 19 | Sergio Henao (COL)          | Sky Procycling               | 194      |
| 20 | Roman Kreuziger (CZE)       | Astana                       | 189      |
| 21 | Damiano Cunego (ITA)        | Lampre-ISD                   | 184      |
| 22 | Michele Scarponi (ITA)      | Lampre-ISD                   | 184      |
| 23 | Michael Albasini (SUI)      | Orica–GreenEDGE Cycling Team | 183      |
| 24 | Cadel Evans (AUS)           | BMC Racing Team              | 182      |
| 25 | Óscar Freire (ESP)          | Katyusa                      | 181      |

### Csapat
A csapatok közti versenyben minden csapat öt legjobb versenyzőjének pontjait számítják be.
|    | Csapat                           | Pontszám | 5 legjobb versenyző                                                                    |
| -- | -------------------------------- | -------- | -------------------------------------------------------------------------------------- |
| 1  | Sky Procycling                   | 1767     | Wiggins (601), Froome (376), Boasson Hagen (317), Urán (199), Rogers (194)             |
| 2  | Katyusa                          | 1273     | Rodríguez (692), Freire (181), Kolobnyev (110), D. Moreno (104), Špilak (86)           |
| 3  | Liquigas-Cannondale              | 1197     | Nibali (400), P. Sagan (351), Moser (175), Basso (88), Capecchi (53)                   |
| 4  | Omega Pharma–Quick Step          | 1162     | Boonen (410), T. Martin (171), Terpstra (160), Chavanel (113), Kwiatkowski (108)       |
| 5  | Movistar Team                    | 952      | Valverde (394), Costa (320), Intxausti (47), Kirijenka (41), Castroviejo (40)          |
| 6  | Orica–GreenEDGE Cycling Team     | 920      | Gerrans (390), Albasini (183), Goss (114), Durbridge (56), Tuft (37)                   |
| 7  | BMC Racing Team                  | 917      | Evans (182), Ballan (172), van Garderen (160), Van Avermaet (121), Gilbert (112)       |
| 8  | Rabobank                         | 799      | Mollema (194), Boom (148), L. L. Sánchez (143), Gesink (134), Breschel (60)            |
| 9  | Garmin–Sharp                     | 762      | Hesjedal (241), D. Martin (196), Talansky (145), Haussler (70), Le Mével (40)          |
| 10 | Astana                           | 645      | Kreuziger (189), Gasparotto (150), Brajkovič (106), Iglinsky (100), Gavazzi (100)      |
| 11 | Lotto–Belisol Team               | 625      | Van Den Broeck (237), Greipel (162), J. Vanendert (104), Meersman (70), Roelandts (52) |
| 12 | RadioShack–Nissan                | 619      | Cancellara (134), Horner (120), Zubeldia (94), Machado (92), F. Schleck (89)           |
| 13 | Euskaltel–Euskadi                | 555      | S. Sánchez (332), Nieve (98), I. Izagirre (46), Antón (44), Verdugo (35)               |
| 14 | Lampre-ISD                       | 435      | Cunego (184), Scarponi (184), Ulissi (30), Petacchi (22), Niemiec (15)                 |
| 15 | Team Saxo Bank-Tinkoff Bank      | 401      | Contador (290), Majka (30), Tosatto (30), C. A. Sørensen (30), J. J. Haedo (21)        |
| 16 | Vacansoleil–DCM Pro Cycling Team | 364      | De Gendt (134), Westra (97), Hoogerland (51), Marczyński (45), Marcato (37)            |
| 17 | AG2R La Mondiale                 | 315      | Nocentini (162), Roche (63), Péraud (42), Gadret (33), Belletti (15)                   |
| 18 | FDJ                              | 246      | Démare (87), Pinot (85), Jeannesson (40), Fédrigo (20), Ladagnous (14)                 |

### Nemzeti
A nemzetek közti versenyben minden nemzet öt legjobb versenyzőjének pontjait számítják be.
|    | Nemzet           | Pontszám | 5 legjobb versenyző                                                                   |
| -- | ---------------- | -------- | ------------------------------------------------------------------------------------- |
| 1  | Spanyolország    | 1889     | Rodríguez (692), Valverde (394), S. Sánchez (332), Contador (290), Freire (181)       |
| 2  | Nagy-Britannia   | 1163     | Wiggins (601), Froome (376), Cavendish (128), Swift (36), Thomas (22)                 |
| 3  | Olaszország      | 1115     | Nibali (400), Cunego (184), Scarponi (184), Moser (175), Ballan (172)                 |
| 4  | Belgium          | 1014     | Boonen (410), Van Den Broeck (237), De Gendt (134), Van Avermaet (121), Gilbert (112) |
| 5  | Ausztrália       | 962      | Gerrans (390), Rogers (194), Evans (182), Goss (114), Porte (82)                      |
| 6  | Hollandia        | 733      | Mollema (194), Terpstra (160), Boom (148), Gesink (134), Westra (97)                  |
| 7  | Egyesült Államok | 530      | van Garderen (160), Talansky (145), Horner (120), Leipheimer (75), Danielson (30)     |
| 8  | Norvégia         | 449      | Boasson Hagen (317), Nordhaug (122), Kristoff (9), Hushovd (1)                        |
| 9  | Németország      | 447      | T. Martin (171), Greipel (162), Gerdemann (51), Klöden (40), Wegmann (23)             |
| 10 | Portugália       | 412      | Costa (320), Machado (92)                                                             |
| 11 | Kolumbia         | 404      | Urán (199), Henao (194), Quintana (6), Anacona (4), Sarmiento (1)                     |
| 12 | Franciaország    | 367      | Chavanel (113), Démare (87), Pinot (85), Péraud (42), Le Mével (40)                   |
| 13 | Szlovákia        | 361      | P. Sagan (351), P. Velits (10)                                                        |
| 14 | Svájc            | 357      | Albasini (183), Cancellara (134), Zaugg (20), Tschopp (18), Frank (2)                 |
| 15 | Kanada           | 278      | Hesjedal (241), Tuft (37)                                                             |

## Külső hivatkozások
- Az UCI hivatalos honlapja
- Világranglista az UCI hivatalos honlapján